# Fargues-Saint-Hilaire
Fargues-Saint-Hilaire is een gemeente in het Franse departement Gironde (regio Nouvelle-Aquitaine). De plaats maakt deel uit van het arrondissement Bordeaux. Fargues-Saint-Hilaire telde op 1 januari 2022 3.504 inwoners.

## Geografie
De oppervlakte van Fargues-Saint-Hilaire bedroeg op 1 januari 2022 7,02 vierkante kilometer; de bevolkingsdichtheid was toen 499,1 inwoners per km².

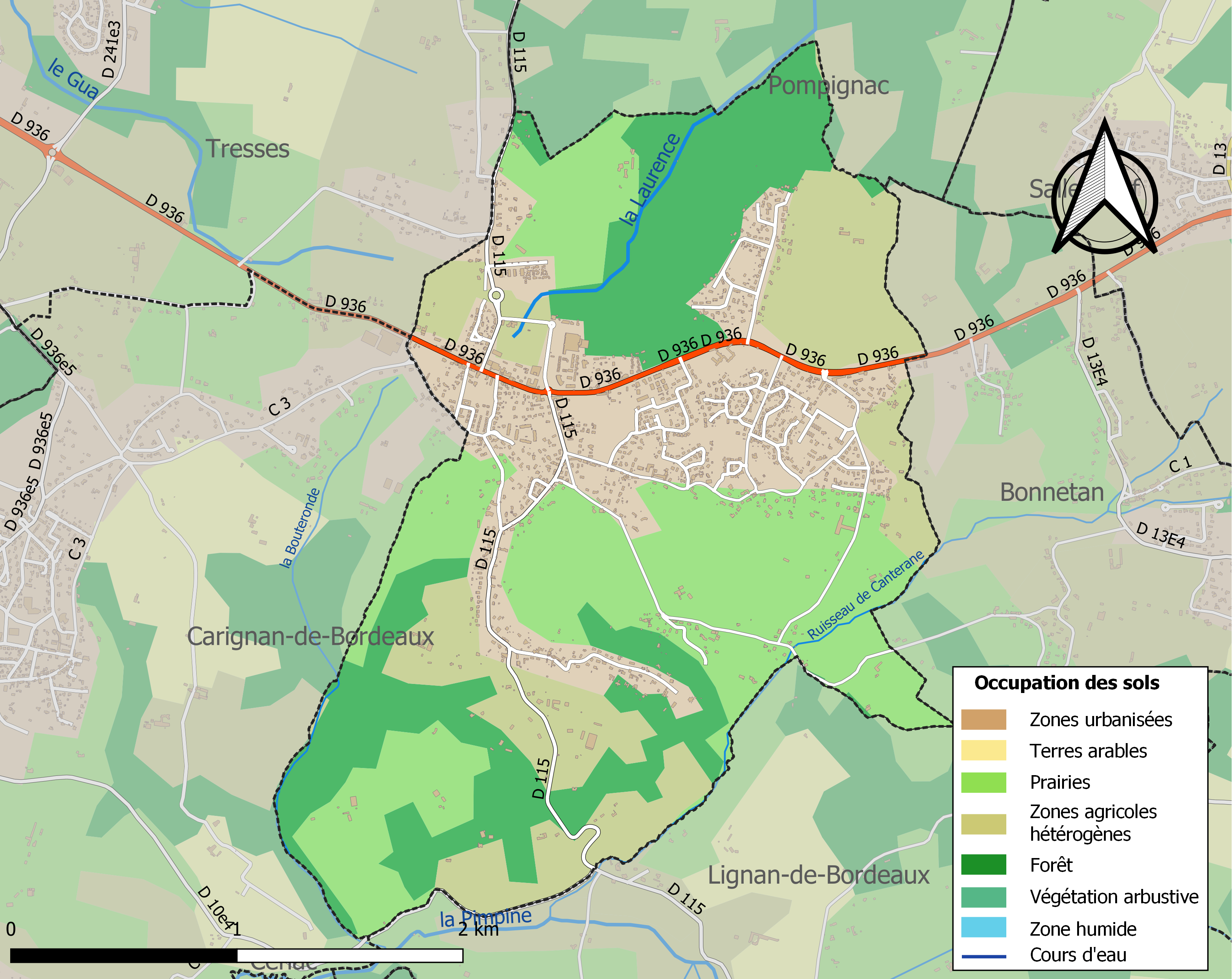
Kaart van de gemeente met belangrijkste infrastructuur, bodemgebruik en omliggende gemeenten

## Demografie
Onderstaande figuur toont het verloop van het inwonertal (bron: INSEE-tellingen).